# フランツ・ヴェスト
フランツ・ヴェスト（Franz West, 1947年 - 2012年）は、オーストリアの芸術家である。

## 略歴
- 1947年、オーストリアのウィーンに生まれる。
- 1960～70年代、「パスシュティッケ」シリーズの制作を開始。
- 1987年、ミュンスター彫刻プロジェクト初出展。このころよりヨーロッパの主要な国際展に参加。
- 1988年、ヴェネツィア・ビエンナーレ出品（以降、1993年、1997年、2003年、2007年、2011年にも出品）
- 1992年、ドクメンタ11に参加（1997年にも参加）
- 1997年、NYのMoMAにて個展開催。
- 2008年、ロサンゼルス・カウンティ美術館ほかで回顧展
- 2010年、ルートヴィヒ美術館ほかで回顧展
- 2011年、ヴェネツィア・ビエンナーレ金獅子賞生涯功績賞を受賞。
- 2012年、肺炎のためウィーンにて逝去。享年58歳。

## 作品
パフォーマンス、ビデオアート、オブジェなどの作品を制作。ヴェストはそれまでの芸術運動であるウィーン・アクショニズムやフルクサスなどのような芸術否定の運動ではなく、アートの「外部」であり、絶対的に無意味・無関心・無趣味の物体（マルセル・デュシャンのレディ・メイドの位置）をどのようにして実現するかという問いを立て、その答えとして「パスシュティッケ（合わせもの、付属物）」シリーズを生み出した。